# 张惠 (篮球运动员)
张惠（1959年9月29日—），女，江苏人，中国篮球运动员，曾随国家队参加1984年夏季奥林匹克运动会女子篮球比赛，最终获得一枚铜牌。她也曾参加1982年亚洲运动会，获得一枚金牌。